# 류블랴나성

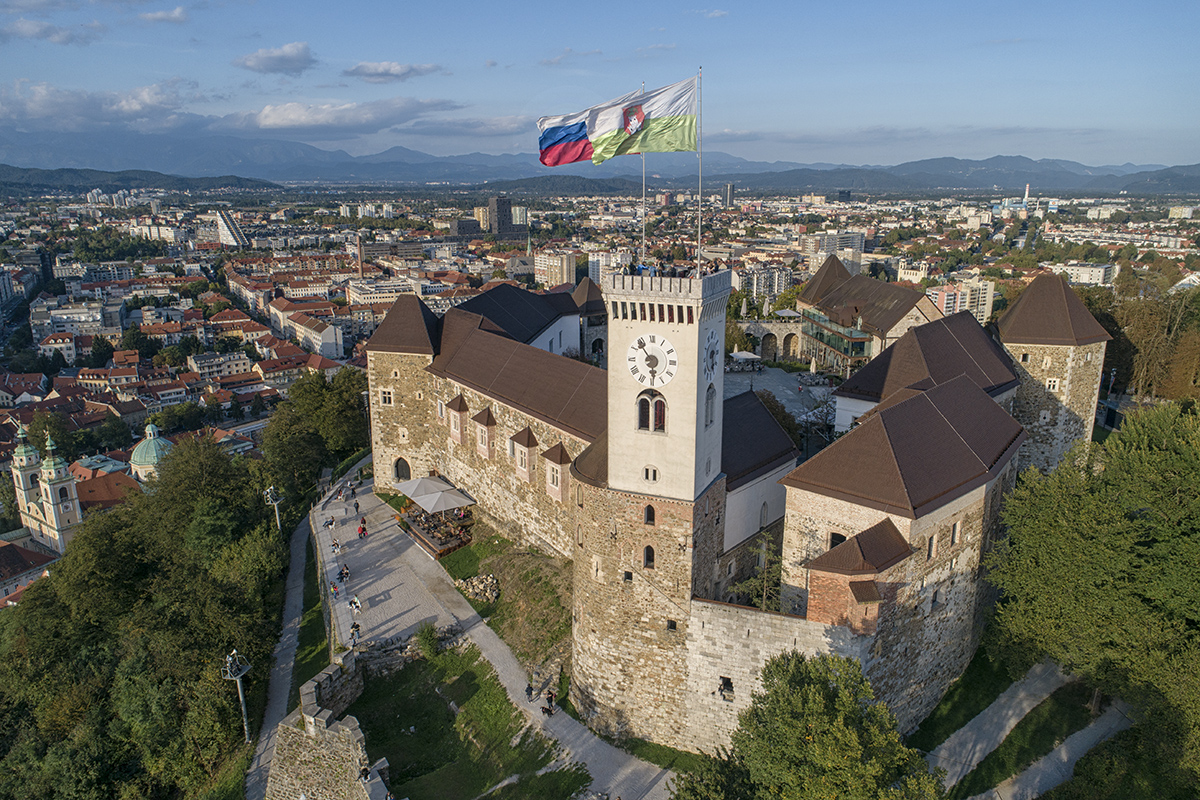
류블랴나성

류블랴나성(슬로베니아어: Ljubljanski grad)은 슬로베니아의 수도인 류블랴나 도심에 있는 언덕에 우뚝 솟은 성이다. 원래는 중세 요새였으며, 아마도 11세기에 건설되어 12세기에 재건되었다. 15세기에 거의 완벽하게 개조하여 현재의 모습을 갖추었지만, 대부분의 건물은 16세기와 17세기에 지어졌다. 원래는 방어 시설이었고, 14세기 상반기부터 크란스카 영주의 거처가 되었다. 19세기 초부터 다양한 용도로 사용되었으며, 오늘날에는 주요 문화 행사장으로 사용되고 있다.